# Сімода (Сідзуока)
Сімо́да (яп. 下田市, しもだし, МФА: [ɕimoda ɕi̥]?) — місто в Японії, в префектурі Сідзуока. Розташоване в південно-східній частині префектури, на півдні півострова Ідзу, на березі Тихого океану.   Виникло на основі портового містечка раннього нового часу. 1854 року стало відкритим портом згідно з японсько-американським договором. 1855 було місцем підписання японсько-російського Сімодського трактату. Отримало статус міста 1971 року. Площа становить 104,70 км². Станом на 1 серпня 2011 року населення складало 24 675  осіб, густота населення — 236 осіб/км².  Основою економіки є рибальство, харчова промисловість, туризм.  В місті розташовані гарячі джерела та численні буддистські монастирі. 